# منتخب الفلبين لاتحاد الرغبي
منتخب الفلبين الوطني لاتحاد الرغبي (بالإنجليزية: Philippines national rugby union team)‏ هو ممثل الفلبين الرسمي في المنافسات الدولية في اتحاد الرغبي .

## وصلات خارجية
- الموقع الرسمي